# Моисей (Мэчиник)
Мойсей Мученик был православный первосвященник-миссионер, боровшийся за православную веру в Трансильвании во второй половине XVIII века. Объявленный сербско-русским агентом, он много страдал в тюрьме Куфштайн в Австрии.
Святой Мойсей Мученик был канонизирован 21 июня 1992 года Священным Синодом Румынской Православной Церкви, так как память его празднуется 21 октября.